# آپتی آئوخادوف
آپتی آئوخادوف (به انگلیسی: Apti Aukhadov) زاده ۱۸ نوامبر ۱۹۹۲ است. او وزنه بردار کشور روسیه است.